# 34297 Willfrazer
34297 Willfrazer este o planetă minoră (asteroid), cu un diametru de 3,25 km, din centura de asteroizi. A fost descoperită pe 31 august 2000 la Experimental Test Site⁠(d) de Lincoln Near-Earth Asteroid Research. 
Obiectul prezintă o orbită caracterizată de o semiaxă mare de 2,3720006 UAi, o excentricitate de 0,11, o înclinație de 8,53756 ° în raport cu ecliptica.